# SS-N-25 Switchblade

Ch-35UE

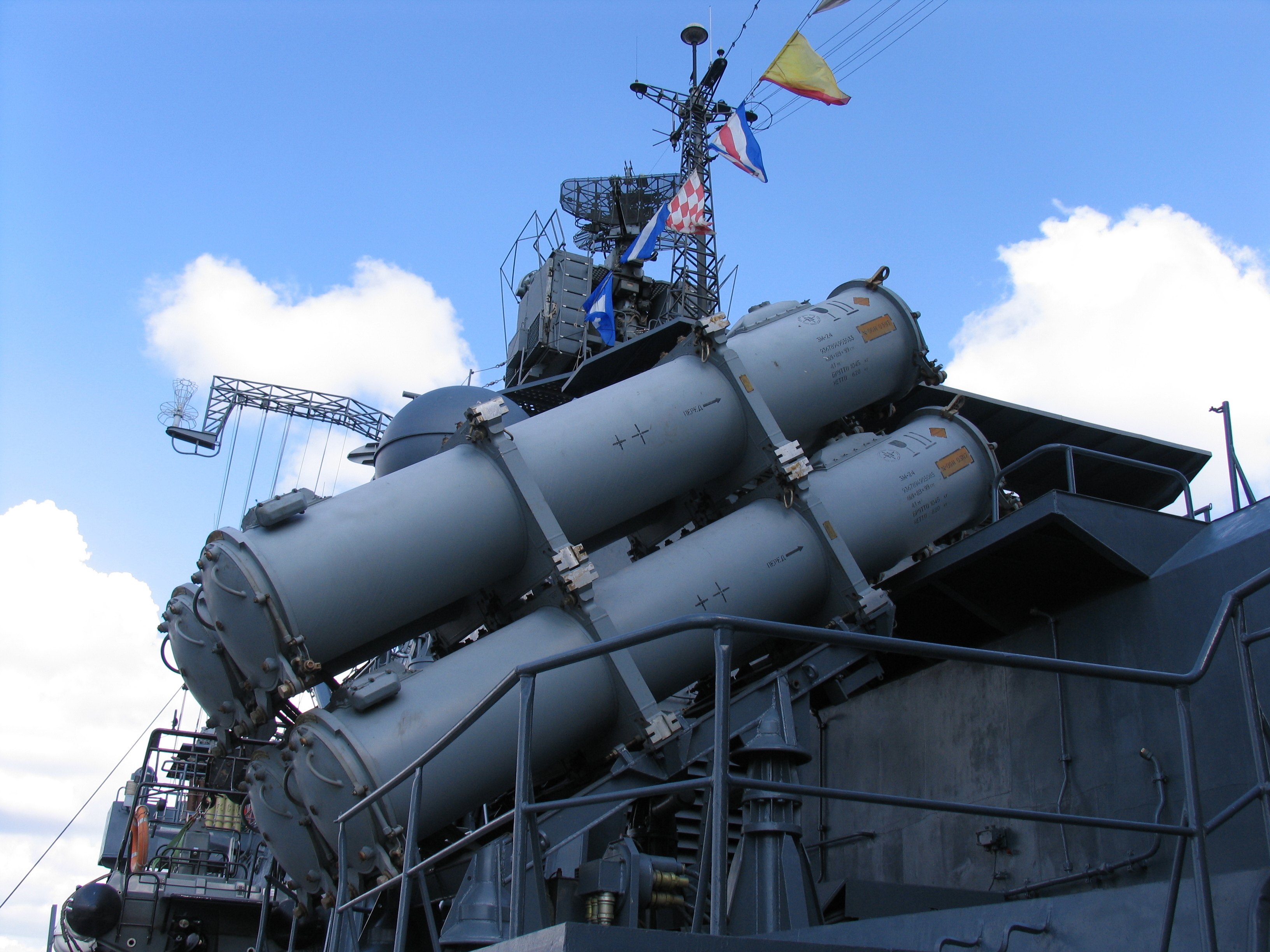
KT-184-Startbehälter auf einer Projekt-1154-Fregatte

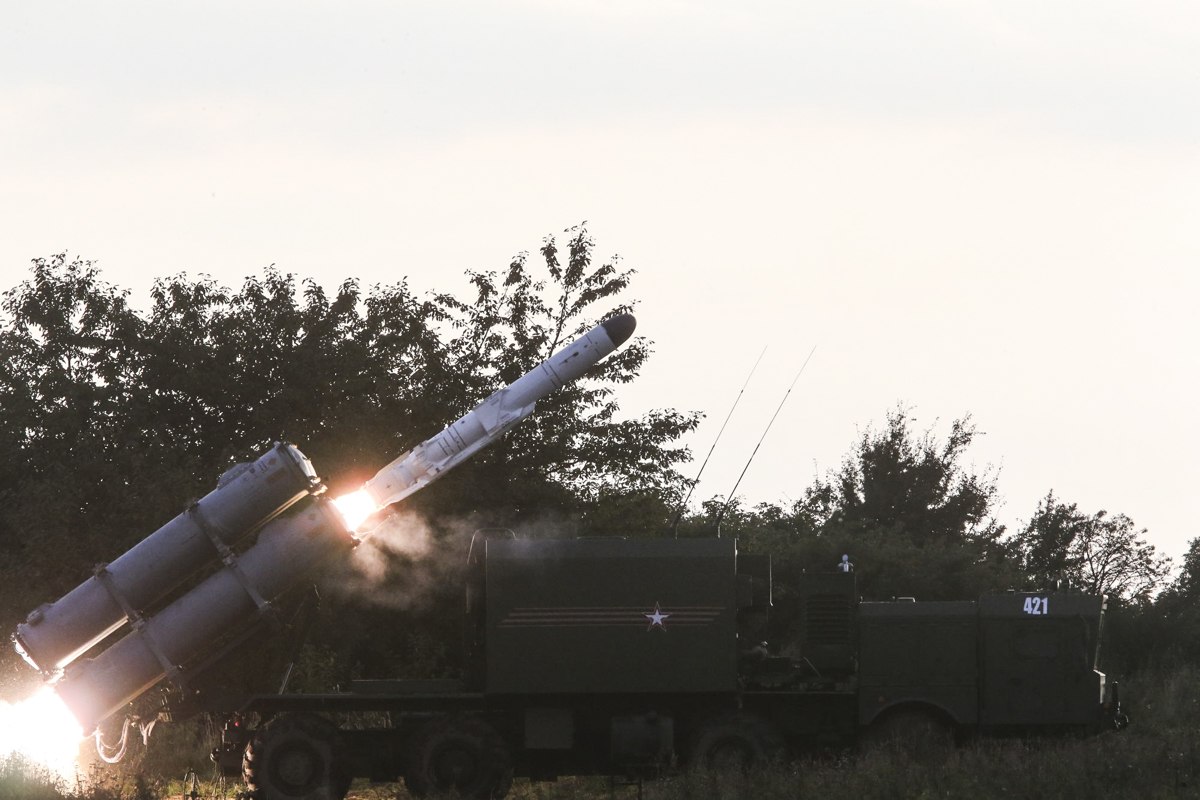
3K60 Bal (SS-C-6 Sennight) auf einem MZKT-7930

SS-N-25 Switchblade ist der NATO-Code für einen Seezielflugkörper aus russischer Produktion. Der GRAU-Index der schiffsgestützten Ausführung lautet 3M24, die Bezeichnung der luftgestützten Ausführung Ch-35. Die Exportvarianten werden Uran bzw. Uranus bezeichnet.

## Entwicklung
Anfang der 1980er-Jahre hatte die Sowjetunion lediglich große und schwere Seezielflugkörper im Bestand. Aufgrund der erfolgreichen Einsätze der kompakten Exocet im Falklandkrieg entschloss man sich in der Sowjetunion zur Entwicklung eines kleinen Seezielflugkörpers. Ziel war es, eine universell einsetzbare, kostengünstige und kompakte Anti-Schiff-Lenkwaffe zu entwickeln. Sie sollte von Schiffen, Flugzeugen, Hubschraubern und Lkw aus zur Bekämpfung von kleinen und mittelgroßen Kampfschiffen eingesetzt werden. Die Entwicklung wurde im Jahr 1983 in Auftrag gegeben. Nach der Prüfung der ersten Entwürfe begann man 1984 im Konstruktionsbüro Swesda mit der Entwicklung der SS-N-25. Bereits 1986 erfolgte eine erste Testserie mit sechs Lenkwaffen, wovon die ersten drei Tests Fehlschläge waren. Erst im Januar 1987 erfolgte der erste erfolgreiche Testflug. In den Jahren 1988 bis 1991 erfolgten weitere 14 Teststarts. Mit dem Zerfall der Sowjetunion wurde die Entwicklung vorübergehend eingestellt und das Projekt stand danach still. In der Zwischenzeit wurde die SS-N-25 unter der Bezeichnung Uran als Nachfolgemodell der SS-N-2 Styx auf dem Exportmarkt angeboten. Im Jahr 1994 bekundete Indien Interesse an der SS-N-25. Nachdem Indien ein Teil der Entwicklungskosten bezahlt hatte, erfolgte ab 1996 die Auslieferung der ersten Exemplare. Zeitgleich bestellte die Russische Seekriegsflotte rund ein Dutzend Exemplare für Truppenversuche und Test. Die angespannte finanzielle Situation der Streitkräfte Russlands verhinderte aber bis auf weiteres eine Beschaffung. Erst zwischen 2009 und 2010 konnten rund 100 Exemplare beschafft werden. Die luftgestützte Ausführung Ch-35 war im Jahr 2006 einsatzbereit. Die SS-N-25 ist als kostengünstiges Gegenstück der französischen Exocet und der US-amerikanischen R/UGM-84 Harpoon anzusehen. Im Westen bekam sie den Spitznamen „Harpoonski“. Die luftgestützte Ausführung Ch-35 ist der erste Seezielflugkörper aus russischer Produktion, der von taktischen Kampfflugzeugen und Hubschraubern zum Einsatz gebracht werden kann.

## Technik
Die SS-N-25 kann von Flugzeugen, Hubschraubern, Schiffen oder von Fahrzeugen zum Einsatz gebracht werden. Der Flugkörper kann sowohl auf kleinen Flugkörperschnellbooten als auch auf größeren Korvetten, Fregatten und Zerstörern installiert werden. Der Seezielflugkörper ist dafür ausgelegt, kleine und wendige Flugkörperschnellboote und Schiffe mit einer Verdrängung von bis zu 5.000 Tonnen zu bekämpfen und versenken.
Die schiffsbasierten 3M24-Lenkwaffen sind in wasserdichten Vierfach-Abschusskanistern vom Typ KT-184 (3S24) auf dem Schiffsdeck untergebracht und werden direkt aus diesen gestartet. Die Abschusskanister haben eine fixe Elevation von 30°. Das Hochfahren des Systems und die Startvorbereitungen dauern maximal 60 Sekunden. Vor dem Start müssen dem Bordcomputer der Lenkwaffe die ungefähren Koordinaten sowie der Kurs des Zieles übermittelt werden. Diese werden mittels Radar, oder ELINT durch die jeweilige Startplattform ermittelt. Der Start erfolgt mit Hilfe eines Boosters am Lenkwaffenheck. Nach dem Verlassen des Stahlbehälters mit rund 25 m/s entfalten sich die acht Stabilisierungs- und Steuerflächen. Der Booster beschleunigt den Flugkörper auf eine Geschwindigkeit von rund 315 m/s und bringt diesen auf eine Flughöhe von 200 m. Die 3M24 kann nach dem Start eine Kurve um 45° ausführen, die 3M24U um 130°. Der Booster wird nach seinem Ausbrennen abgeworfen und das TRDD-50AT-Turbojet zündet. Jetzt hat die Lenkwaffe eine Distanz von rund 5 km zurückgelegt und sinkt nun auf die Marschflughöhe 10–15 m, je nach Seegang. Der Radar-Höhenmesser Detal RWE sorgt für den nötigen Sicherheitsabstand zwischen der Lenkwaffe und der Meeresoberfläche. Der Marschflug erfolgt mit einer Geschwindigkeit von 270–280 m/s. Die 3M24 ist eine Fire-and-Forget-Lenkwaffe und der Flug ins Zielgebiet erfolgt autonom mit Hilfe des digitalen Bordcomputers. Dieser beinhaltet ein Trägheitsnavigationssystem, einen Autopilot sowie den Radar-Höhenmesser. Für den Zielanflug wird der bordeigene ARGS-35-Radarsuchkopf aktiviert. Dieser hat ein Gewicht von 47,5 kg. Der Radarsuchkopf hat eine Erfassungsreichweite von rund 20 km, wobei der Suchsektor im Azimut +/−45° beträgt und im Höhenwinkel bei +10/−20° liegt. Der Suchkopf schaltet automatisch auf den vorgängig ermittelten Radarkontakt oder auf das größte Radarziel auf. Wurde das Ziel durch den Radar erfasst, so sinkt die Lenkwaffe auf eine Höhe von 3–5 m (je nach Seegang). Der Einschlag im Ziel erfolgt auf Wellenhöhe im Schiffsrumpf. Der Gefechtskopf zündet zeitverzögert, so dass die Explosion im Schiffsinneren erfolgt. Wird kein Ziel getroffen, stürzt der Flugkörper nach einer bestimmten Flugzeit ins Meer.
Die verbesserte Ausführung 3M24U ist mit dem neuen Ts-074U-Bordcomputer mit einem Navigationssystem ausgerüstet. Neben dem Trägheitsnavigationssystem beinhaltet dieser ein Satelliten-Navigationssystem. Dieses verfügt über einen mehrkanaligen Empfänger für die Satelliten-Navigationssysteme GLONASS und GPS. Je nach Verfügbarkeit wählt das Lenksystem automatisch eines der beiden Satelliten-Signale aus. Vor dem Start können im Bordcomputer Navigations-Wegpunkte programmiert werden, so dass die Lenkwaffe eine vorbestimmte Flugstrecke fliegen kann. Weiter wurde der neue Radar-Suchkopf vom Typ U-502U Fringe-K verbaut. Nachdem dieser das Ziel mit aktiver Radarsuche erfasst hat, schaltet er in den passiven Suchmodus um. Dieser orientiert sich an den elektromagnetischen Emissionen (Radar, Störsysteme), welche das Ziel aussendet. Verliert der Suchkopf das Ziel, wird der aktive Radarsuchkopf sofort wieder aktiviert. Der neue Radarsuchkopf hat eine Erfassungsreichweite von rund 50 km. Die Ausführung 3M24U kann auch gegen schwach befestigte, küstennahe Landziele eingesetzt werden.

## Varianten und Waffenplattformen

### Überwassereinheiten (SS-N-25 Switchblade)
- 3M24: Standardversion Seezielflugkörper, Reichweite 130 km.
- 3M24E Uran: Exportversion der 3M24 (ab 1996).
- 3M24E1: Marschflugkörper auf der Basis der Ch-35U für die Bekämpfung von Landzielen, Reichweite 250 km.
- 3M24U: Seezielflugkörper auf der Basis der Ch-35U, Reichweite 250 km, Vorgestellt 2012. Einsatz mit dem Klub-K System.
- 3M24UE Uranus: Exportversion der 3M24U.
- 3M24EMW: Zieldarstellungsdrohne ohne Sprengkopf.

### Luftgestützt (AS-20 Kayak)
- Ch-35: Standardversion für den Einsatz ab Flugzeugen, Reichweite 150 km.[8]
- Ch-35W: Version mit zusätzlichem Raketenbooster für den Einsatz ab Hubschraubern.[3]
- Ch-35E Uran: Exportversion der Ch-35.
- Ch-35U: Verbesserte Ch-35 ab 2015 mit kleinerem 64M-Turbofantriebwerk, kleinerem Lufteinlauf, größerem Treibstoffvorrat, Ts-074U-Lenkeinheit mit INS, GLONASS und GPS sowie Aktiv/passiv-Radar-Suchkopf U-502U Fringe-K. Reichweite 260 km.[11]
- Ch-35UL: Verkleinerte Version der Ch-35U für den Einsatz ab der MiG-29K und Su-33.[11]
- Ch-35UE Uranus: Exportversion der Ch-35U.
- Ch-35ULE: Exportversion der Ch-35UL.

### Landbasiert (SS-C-6 Sennight)
- 3K60 Bal: Version zur Küstenverteidigung installiert auf einem MAZ-7930-Chassis. Mit acht 3M24-Lenkwaffen, Reichweite 120 km, seit 2008.
- Rubesch-ME: Version zur Küstenverteidigung installiert auf deinem KamAZ-6350-Chassis. Mit vier 3M24-Lenkwaffen, Reichweite 120 km, seit 2019.[1]

### Versionen außerhalb von Russland
- Kumsong-3: Nachbauten der 3M24 und 3M24U aus Nordkorea.[12][13] NATO-Codename KN-SS-N-02 Stormpetrel.[14]
- R-360 Neptun: Weiterentwicklung der 3M24 von der Firma Ukroboronprom aus der Ukraine. Reichweite 280 km.[15][16]
- VCM-01: Weiterentwicklung der 3M24UE aus Vietnam. Reichweite 300 km.[17]

## Status
Die SS-N-25-Lenkwaffen gehört zu den Waffensystemen sowjetischer Konstruktion, welche erst in den 1990er-Jahren für die Serienproduktion bereit waren. Aufgrund akuten Geldmangels konnten die russischen Streitkräfte die Lenkwaffen nur in beschränktem Umfang beschaffen, weshalb sie vorwiegend für den Export produziert wird. Die SS-N-25 wird von folgenden Staaten eingesetzt:

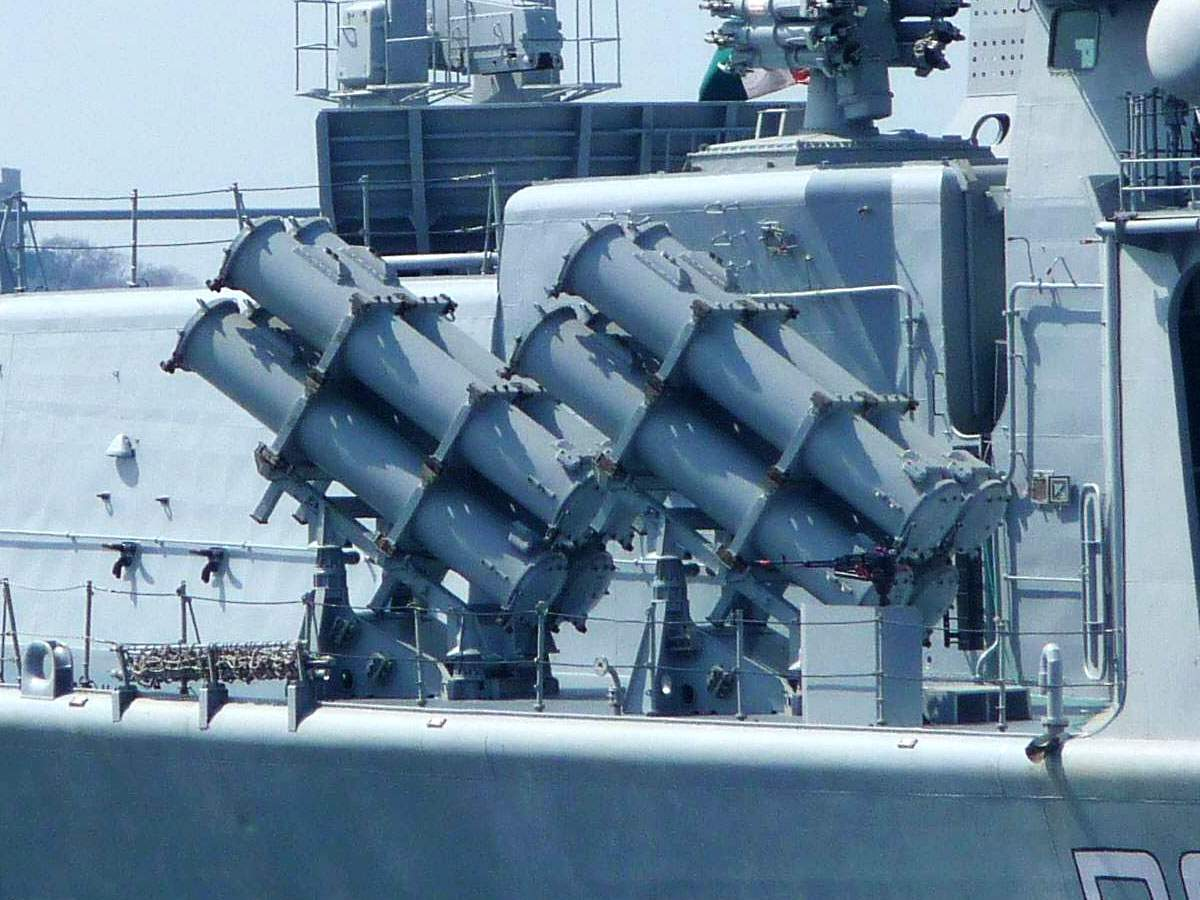
Zwei Vierfachstarter für 3M24-Seezielflugkörper auf der INS Delhi

- Algerien – 60[18]
- Ägypten – unbekannte Anzahl[18]
- Aserbaidschan – unbekannte Anzahl[3]
- Indien – 480[18]
- Kasachstan – unbekannte Anzahl[3]
- Malaysia – unbekannte Anzahl[18]
- Myanmar – unbekannte Anzahl[18]
- Nordkorea – unbekannte Anzahl[18]
- Russland – unbekannte Anzahl[3]
- Turkmenistan – 65[18]
- Ukraine – unbekannte Anzahl[18]
- Vietnam – 300[18]